# Bellinger-River-Nationalpark
Der Bellinger-River-Nationalpark (englisch Bellinger River National Park) ist ein Nationalpark im australischen Bundesstaat New South Wales, der etwa 570 km nördlich von Sydney in der Nähe von Dorrigo und Bellingen.
Der Park wurde 1997 unter Schutz gestellt und hat eine Größe von 2830 ha.

## Allgemeines
Der Park umfasst eine unberührte Wildnis mit steilen Hängen und Tälern mit Wasserfällen. Im Gebiet finden sich alte Urwälder und suptropische Regenwälder.

## Natur
Im Park wurden bisher 69 Vogelarten registriert, von denen viele besonders an die Lebensverhältnisse in Regenwäldern angepasst sind. An gefährdeten Vogelarten kommen im Park die Langschwanz-Fruchttaube, der Rostdickichtvogel, der Fuchshabicht, die Neuhollandeule und die Rußeule vor.
Säugetiere, die man im Park beobachten kann, sind u. a. das Östliche Graue Riesenkänguru, Koalas, Beutelmarder, der Große Langnasenbeutler und Wallabys.

## Weiter Schutzgebiete
An den Bellinger-River-Nationalpark grenzen der Dorrigo-Nationalpark und der New-England-Nationalpark.